# Tisonia rubescens
Tisonia rubescens är en videväxtart som beskrevs av Paul Auguste Danguy. Tisonia rubescens ingår i släktet Tisonia och familjen videväxter. Inga underarter finns listade i Catalogue of Life.